# Lampides ageladas
Lampides ageladas är en fjärilsart som beskrevs av Hans Fruhstorfer 1921. Lampides ageladas ingår i släktet Lampides och familjen juvelvingar. Inga underarter finns listade i Catalogue of Life.